# Cantó de Le Catelet
El cantó del Catelet és un cantó francès del Districte de Saint-Quentin, al Departament de l'Aisne, a la regió dels Alts de França.

## Geografia
El cantó està organitzat a l'entorn de Le Catelet. La seva altitud sobre el nivell del mar varia des dels 83 metres (Vendhuile) als 155 metres (Levergies). L'altitud mitjana és de 130 metres.

## Administració
Des de 2001, el Conseller General és Raymond Froment (Partit Comunista Francès), alcalde de Lehaucourt des de 1989.

## Composició
El cantó agrupa 18 municipis i té un total de 8.457 habitants (2008):
- Aubencheul-aux-Bois: 307 habitants.
- Beaurevoir: 1 528 habitants.
- Bellenglise: 386 habitants.
- Bellicourt: 638 habitants.
- Bony: 128 habitants.
- Le Catelet: 196 habitants.
- Estrées: 407 habitants.
- Gouy: 601 habitants.
- Hargicourt: 547 habitants.
- Lehaucourt: 841 habitants.
- Joncourt: 326 habitants.
- Lempire: 101 habitants.
- Levergies: 599 habitants.
- Magny-la-Fosse: 129 habitants.
- Nauroy: 679 habitants.
- Sequehart: 224 habitants.
- Vendhuile: 511 habitants.
- Villeret: 314 habitants.

## Demografia
- 1982: 8198 habitants.
- 1975: 8318 habitants.
- 1990: 8458 habitants.
- 1999: 8530 habitants.
- 2008: 8457 habitants.[1]